# Mikael Magnusson
Mikael Magnusson (* 15. März 1973 in Salem) ist ein ehemaliger schwedischer Eishockeyspieler, der während seiner Karriere unter anderem zwei Spielzeiten für die Frankfurt Lions aus der Deutschen Eishockey Liga absolviert hat.

## Karriere
Magnusson begann seine Karriere im Nachwuchs des schwedischen Vereins Huddinge IK. Ab 1990 stand er im Kader der Profimannschaft, die in der damals zweithöchsten Spielklasse, der Division 1 (heute HockeyAllsvenskan), spielten. Nach zwei Spielzeiten bei Huddinge IK, in denen er in 37 Partien zum Einsatz kam und dabei elf Scorerpunkte erzielte, schloss er sich dem schwedischen Erstligisten Djurgårdens IF an. Dort stand er folglich elf Jahre unter Vertrag und konnte mit seiner Mannschaft in dieser Zeit zwei Mal die Schwedische Meisterschaft gewinnen. 
Im Sommer 2003 entschied er sich gegen eine erneute Vertragsverlängerung und wechselte stattdessen in die Deutsche Eishockey Liga zu den Frankfurt Lions, mit denen er in der Saison 2003/04 nach einem 3:1-Finalsieg nach Spielen gegen die Eisbären Berlin die Deutsche Meisterschaft gewann. Magnusson, der in der folgenden Spielzeit zwei Partien im European Champions Cup absolvierte, beendete seine aktive Eishockeykarriere nach der Saison 2004/05 im Alter von 32 Jahren. 

### International
Magnusson trug in 13 Länderspielen das Trikot für die schwedische Juniorennationalmannschaft sowie in sieben Partien für die schwedische A-Nationalmannschaft. In diesen 20 Einsätzen konnte er fünf Scorerpunkte erzielen. Im Jahr 2000 nahm er mit den Schweden an der Weltmeisterschaft in Russland teil, wo er mit seinem Team den siebten Platz erreichte.

## Erfolge und Auszeichnungen
- 1993 Silbermedaille bei der Junioren-Weltmeisterschaft
- 2004 Deutscher Meister mit den Frankfurt Lions